# Народни фронт Летоније
Народни фронт Летоније (летонски: Latvijas Tautas fronte) била је политичка организација у Летонији која је деловала током осамдесетих и почетком деведесетих година XX века, а која је довела Летонију до услова за стицање независности од Совјетског Савеза. Организација је била сличнаНародном фронту Естоније и покрету Сајудис у Литванији.
Новине у њеном издању су биле Атмода („Буђење“, видети: Летонски национални препород), штампане на летонском и руском језику између 1989. и 1992. године.

## Хронологија
Летонију, Естонију и Литванију је окупирао Совјетски Савез у периоду између 1940. и 1941 године,  затим нацистичка Немачка (1941–1944) и поново Совјетски Савез (1944–1991).
Године 1940, готово одмах је почео оружани отпор, који је под именом Шумска браћа трајао до 1956. Шанса за повратак независности указала се 1980-их када је тадашњи совјетски генерални секретар Михаил Горбачов покушао да реформише Совјетски Савез. Посебно је Горбачовљева политика гласности омогућила већу слободу говора у Совјетском Савезу него икада раније.
Почев од 1986. године, Летонци су почели да се организују око одређених циљева. Један од првих успеха у изазивању реакције Москве био је заустављање изградње четврте хидроелектране у близини Даугавпилса на Даугави, главној реци у Летонији. Успешности протеста је послужио као инспирација за формирање Клуба за заштиту животне средине, који је еколошки мотивисане протесте видео као могућност да се супротстави совјетском режиму у ширем смислу.
Покрет за независност Летоније почео је са организацијом малих демонстрација за независност и људска права 1986. године. Прве демонстрације, које је организовао Хелсинки-86 угушене су од стране владе Летонске ССР. Преломна тачка догодила се лета 1988. године. Многи истакнути Летонци јавно су изразили подршку повећаној аутономији Летоније. Летонске новине су почеле да пишу о аспектима летонске историје који су били забрањени током совјетског периода (на пример, како је Летонија била окупирана 1940. године). Враћена је застава Летоније, која је била забрањена током совјетског периода. Уопштено говорећи, почео је снажан препород летонског националног идентитета.

## Народни фронт од 1988. до 1990. године
Овај поновни успон створио је неколико политичких организација посвећених повећању аутономије, односно тежњи ка независности Летоније. ЛТФ је била највећа организација. Основана је 9. октобра 1988. године. Таутас Фронте је првобитно заузео умерен став, захтевајући широку аутономију за Летонију, али није стриктно била захтевана независност. Организацију су подржавали умерени чланови руководства Летонске ССР, укључујући и шефа државе Анатолија Горбунова, али је имао противнике међу тврдокорним комунистима.
Народни фронт Летоније је убрзо придобио поверење 250.000 чланова. Циљ је био стварање широке коалиције посвећене аутономији или независности Летоније. Пошто су 48% становништва Летоније чинили углавном људи који су се доселили у Летонију из других делова Совјетског Савеза, Таутас Фронте је контактирао етничке мањине. Посебно залагање је постојало за школско образовање на језицима који нису летонски и руски како би се привукла подршка неруских мањина. Истовремено, постојала је сарадња са радикалнијим летонским покретима који су се залагали за тренутну независност Летоније.
Постепено се опште мишљење унутар народног покрета променило од аутономије Летоније у оквиру Совјетског Савеза ка стицању пуне независности. Дана 31. маја 1989. године, објављено је да влада Совјетског Савеза није била довољно наклоњена идеји да Летонија добије аутономију и да је независна Летонија постала једина опција.
Године 1989. и 1990. у Летонији су одржани први слободни избори од <i id="mwOg">државног удара</i> Карлиса Улманиса 1934. године. Најважнији су били избори за Врховни совјет, парламент Летонске ССР, одржани 18. марта 1990. године. Коалиција за независност, коју је предводио Народни фронт Летоније, освојила је 138 од 201 места у Врховном совјету, што је више од 2/3 већине потребне за измену Устава.
Након тих избора, Народни фронт је постао владајућа странка у Летонији. Четвртог маја 1990. године, први закон који је усвојио нови Врховни совјет прогласио је намеру Летоније да обнови независност. Даинис Иванс, председник Народног фронта, постаје заменик председника парламента, а његов заменик Иварс Годманис је постаје премијер. Многи други чланови су заузели кључне позиције у влади Летоније.
Од маја 1990. до августа 1991. године, Летонија је прошла кроз напет и политички турбулентан период. Влада Совјетског Савеза није признала независност. Страховало се да ће доћи до војног обрачуна којим је претила совјетска влада.
Неколико совјетских тенкова појавило се на обали реке Даугаве у центру Риге. Телевизијске мреже су емитовале снимак пуцњаве из пушака у Старом граду увече 13. јануара 1991. године. На улицама су ненаоружани људи градили барикаде и проводили дане и ноћи чувајући их, певајући летонске песме. Због тога је покрет за независност сада познат као „ Певајућа револуција“.
Независност Летоније је коначно призната након неуспеха совјетског пуча у августу 1991. године. Главни политички циљ Народног фронта је тиме био постигнут. Сада се држава суочила са тежим задатком: реформисањем социјалистичке економије Летоније у систем слободног тржишта. Економска транзиција је била веома тешка, а БДП Летоније се преполовио од 1990. до 1993. године. Са озбиљним падом економије, популарност Годманисовог кабинета је опала. Многи политичари су напустили Народни фронт и формирали нове политичке странке како би избегли повезивање са непопуларном владом.

## Завршетак постојања покрета
У јуну 1993. године, Летонија је одржала прве парламентарне изборе од обнове независности. Ослабљен економским тешкоћама и пребегама многих политичара,  Народни фронт предвођен Годманисом добио је само 2,62% гласова и није освојио ниједно место у новом парламенту. Покушај ребрендирања као хришћанско-демократске странке и промена имена у Хришћанску народну странку нису били потези који су са собом донели значајне резултате. На крају долази до спајања са другом странком,Хришћанско-демократском унијом. Народни фронт је престао да постоји 9. октобра 1999. године током свог 9. конгреса.

## Наслеђе
Сви или скоро сви политички циљеви политичког покрета су остварени - Летонија је сада независна држава, а летонски је једини службени језик. Њена економија и политика, раније социјалистичка и оријентисана ка Совјетском Савезу, сада је тржишно оријентисана и окренута ка Европи. Иако је сам Народни фронт престао да постоји током економских тешкоћа средином деведесетих, многи његови бивши активисти данас имају важне улоге у политици Летоније.
Музеј Народног фронта Летоније налази се у простору некадашњих канцеларија, које су у власништву државе, у улици Вецпилсетас 13/15 у Риги.